# Vema bacescui
Vema bacescui är en blötdjursart som först beskrevs av Menzies 1968.  Vema bacescui ingår i släktet Vema och familjen Neopilinidae. Inga underarter finns listade i Catalogue of Life.